# EG-nummer
EG-nummer är ett unikt referensnummer i en förteckning över kemiska ämnen på inre marknaden. Förteckningen är en kombination av tre listor: European Chemical Substances Information System (Einecs), European List of New Chemical Substances (Elincs) samt No Longer Polymers List (NLP).

## Einecs
Einecslistan omfattar ämnen som förekom inom EG under tiden 1971-01-01 – 1981-09-18. Posterna förses med ett referensnummer i serien 200–001–8 och uppåt. Listan innehåller mer än 100 000 poster.

## Elincs
Elincslistan upptar nya föranmälda ämnen och numreras i en serie 400–010–9 och uppåt. Vid sekelskiftet 2000 upptog listan drygt 4 000 poster och växer efter hand som nya ämnen kommer.

## NLP
NLP-listan upptar ämnen som i tidsperioden 1981-09-18 – 1993-10-31 ansågs vara polymerer, men som därefter inte längre betraktas som polymerer.

## Kontrollsiffra
EG-numret består av 6 siffror uppdelade i två grupper om 3, varefter följer en enkel siffra:
N1N2N3–N4N5N6–R.
Siffrorna N1 … N6 bildar det egentliga registreringsnumret; R är en kontrollsiffra. Gruppindelningen har ingen annan betydelse än att underlätta läsningen.
Kontrollsiffran beräknas enligt följande formel:
{\displaystyle {\frac {N_{1}+2\!\times \!N_{2}+3\!\times \!N_{3}+4\!\times \!N_{4}+5\!\times \!N_{5}+6\!\times \!N_{6}}{11}}=Q+{\frac {R}{11}}}
Här är Q heltalsdelen, när man utfört divisionen, och R/11 ger decimaler, om man fortsätter divisionen. Man bortser nu från Q och tar resten R som kontrollsiffra. Matematiskt fungerar det så att om det skulle uppstå ett skrivfel i det 6-siffriga talet, så stämmer inte kontrollsiffran, när man tillämpar formeln.
Vissa sexsiffriga tal kan ge en kontrollsiffra = 10, men dessa tal används inte som EG-nummer, varför kontrollräkning alltid ska ge ett en-siffrigt resultat.
Exempel: Litiumkarbonat har EG-nummer 209–062–5. Kontrollräkning enligt formeln ger
{\displaystyle {\frac {2+2\!\times \!0+3\!\times \!9+4\!\times \!0+5\!\times \!6+6\!\times \!2}{11}}={\frac {71}{11}}=6+{\frac {5}{11}}}
Kontrollsiffran beräknas till 5, alltså är det inget skrivfel i 209–062.
| Europeiska flaggan | EU-portalen – temasidan för Europeiska unionen på svenskspråkiga Wikipedia. |